# Palacio de Hulihee
El Palacio de Hulihee (en inglés: Hulihee Palace) está situado en el histórico Kailua-Kona, Hawái, en Alii Drive, Estados Unidos. La ex casa de vacaciones de la realeza hawaiana, fue convertida en un museo dirigido por la organización "Hijas de Hawai", exhibiendo muebles y artefactos.
El palacio fue construido por John Adams Kuakini, el gobernador de la isla de Hawái durante el Reino de Hawái, fuera de la roca de lava. Cuando murió en 1844 se lo dejó a su hijo Hanai (adoptado) William Pitt Leleiohoku I, el hijo del primer ministro William Pitt Kalanimoku.